# Осрбліє
Осрбліє (словац. Osrblie), або Осербліє — село, громада в окрузі Брезно, Банськобистрицький край, Словаччина. Кадастрова площа громади — 24,02 км². Протікає річка Осрблянка.

## Назва
Назва Osrblie, у живій мові — Osrblia, означає ділянку землі, просякнуту після сильних дощів чи повені або землю біля берегів річок, струмків із великим потоком і т. ін. Назва має корінь -srb- із давнього дієслова srbati (srbiti) «вбирати», «всякати», «сьорбати» з історичним суфіксом -l-, закінченням -ie-, -ia-, префіксом o- (пор. діал. слово ometlie, від metla «мітла»). У словацькому словотворі близькими є дієслова strebať, vstrebávať sa з коренем str-, від sr- (пор. streda «середа», від псл. serda), у діалектах відомі й srebať, srebnúť «пити», «впивати», «дудлити». До osrblie найближчим утворенням є діал. sreblo «той, хто гостинно вітає в себе»; іст. похідні strebať у XVI ст., srebať у XVII ст. (чеськ. střebati, у назві Mlékosrby, пол. serbać, sarbać «усмоктувати», словен. srebati i srbati та ін.). З історичних назв Osrblie, Osrblia стала вживаною назва Osrblie.

## Населення
| Рік:            | 1994. | 2004.   | 2014.   | 2024.   |
| --------------- | ----- | ------- | ------- | ------- |
| Кількість осіб: | 379   | 384     | 379     | 343     |
| Різниця:        |       | +1,31 % | -1,30 % | -9,49 % |

| Рік:            | 2023. | 2024. |
| --------------- | ----- | ----- |
| Кількість осіб: | 350   | 343   |
| Різниця:        |       | -2 %  |

## Спорт
У період із 1 до 9 лютого 1997 року в населеному пункті відбувся 32-й Чемпіонат світу з біатлону.